# Jessains
Jessains (1793 noch Gessains geschrieben) ist eine französische Gemeinde mit 253 Einwohnern (Stand: 1. Januar 2022) im Département Aube in der Region Grand Est (bis 2015 Champagne-Ardenne). Sie gehört zum Arrondissement Bar-sur-Aube und zum Gemeindeverband Vendeuvre-Soulaines. Die Bewohner nennen sich Jessainois.

## Geografie
Die Gemeinde Jessains liegt an der Aube, zwölf Kilometer flussabwärts von Bar-sur-Aube und etwa 35 Kilometer östlich von Troyes im Regionalen Naturpark Forêt d’Orient. Am Nordrand der 10,88 km² umfassenden Gemeinde zweigt der Canal d’amenée von der Aube ab, der den 5 km² großen Lac Amance und den mit ihm verbundenen 20 km² großen Lac d’Auzon-Temple mit Wasser speist. Das Gebiet um Jessains zeigt nur leichte Höhenunterschiede und ist von Ackerflächen geprägt. Entlang der Aube gibt es größere Auwaldbestände, im Süden erstreckt sich der Forst Bois de Jessains. Mehrere ehemalige Kiesgruben entlang der Aube dienen heute der Fischzucht. Umgeben wird Jessains von den Nachbargemeinden Unienville im Norden, Trannes im Osten, Bossancourt und Dolancourt (Berührungspunkt) im Südosten, Argançon im Süden, Vauchonvilliers im Südwesten sowie Amance im Westen.

## Bevölkerungsentwicklung
| Jahr      | 1962 | 1968 | 1975 | 1982 | 1990 | 1999 | 2010 | 2021 |
| Einwohner | 283  | 254  | 235  | 272  | 257  | 243  | 296  | 254  |

Im Jahr 1906 wurde mit 444 Bewohnern die bisher höchste Einwohnerzahl ermittelt. Die Zahlen basieren auf den Daten von cassini.ehess und INSEE.

## Sehenswürdigkeiten
- Kirche Saint-Pierre-ès-liens (St. Peter in Ketten)
- Lavoir (Waschhaus)

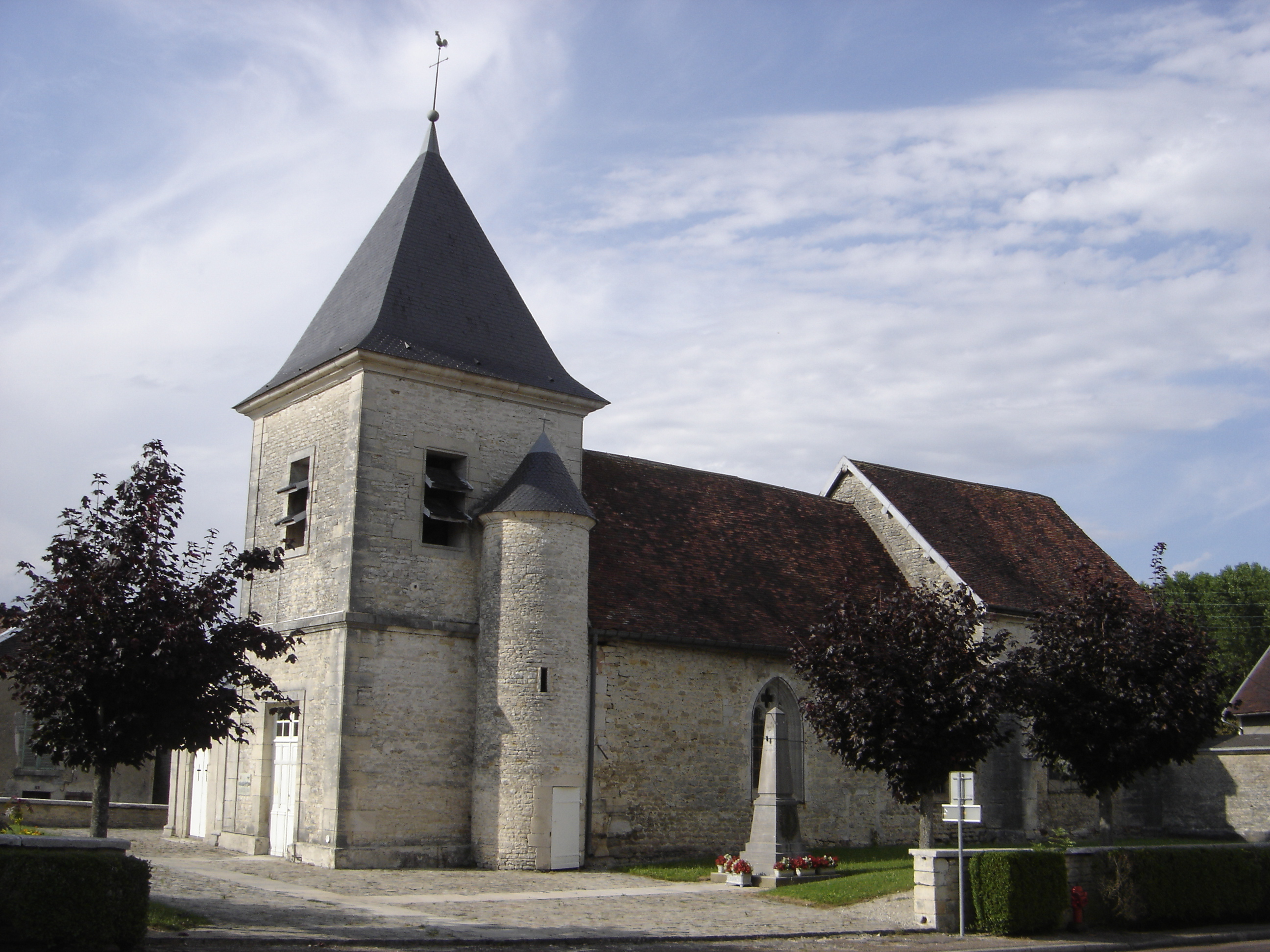
Kirche Saint-Pierre-ès-liens
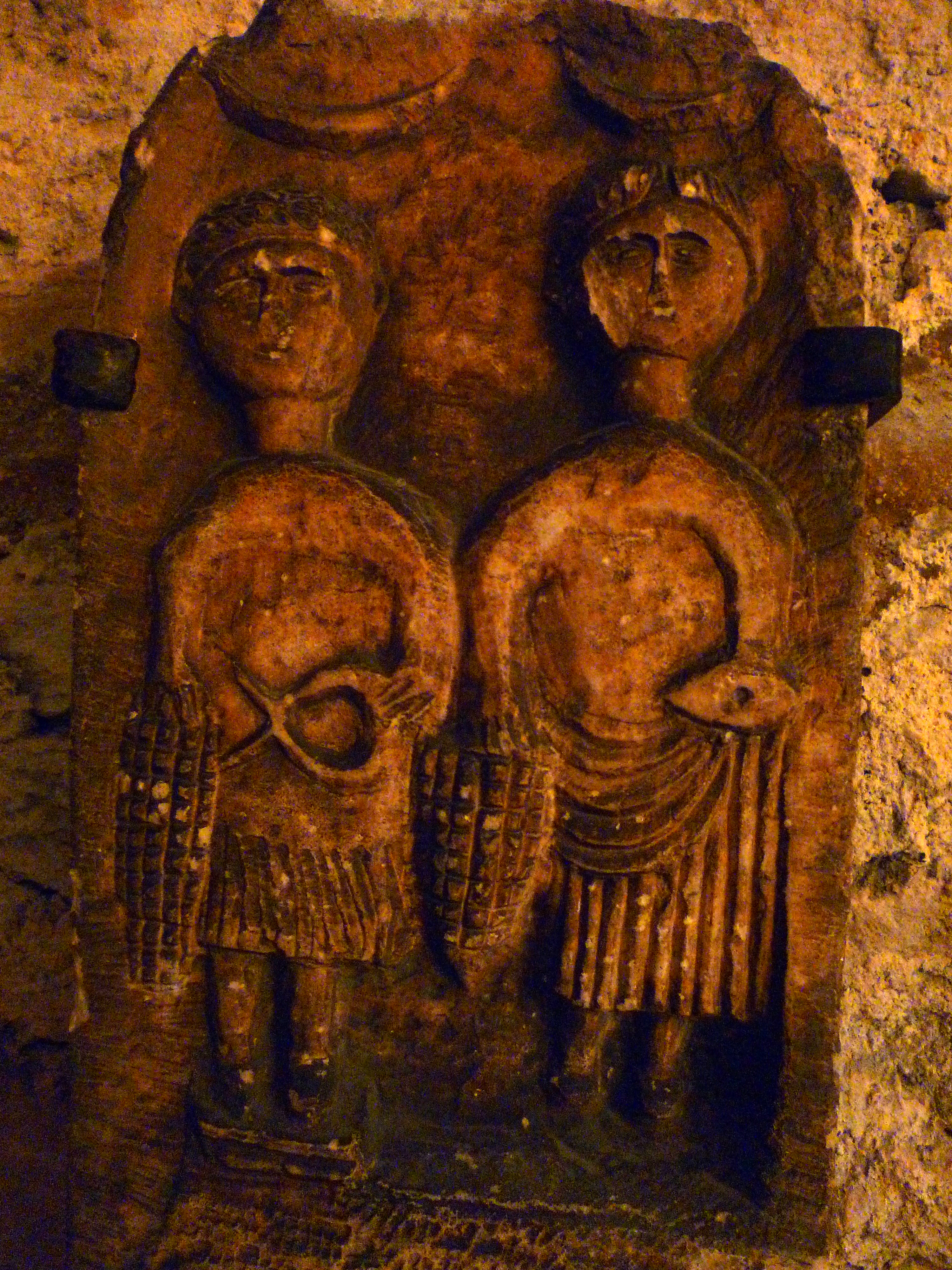
Bei Jessains gefundene römische Stele, heute im Musée Saint-Loup in Troyes aufbewahrt

## Wirtschaft und Infrastruktur
In Jessains sind acht Landwirtschaftsbetriebe ansässig, die sich hauptsächlich mit dem Anbau von Getreide, Hülsenfrüchten und Ölsaaten beschäftigen.
Am Jessains gegenüberliegenden Ufer der Aube verläuft die Fernstraße D 396 von Vitry-le-François nach Bar-sur-Aube. 20 Kilometer südwestlich von Jessains besteht ein Anschluss an die Autoroute A5 von Paris nach Langres. Der ehemalige Bahnhof Jessains, etwa einen Kilometer südlich des Dorfes, lag an der Bahnstrecke Paris–Mulhouse. Hier zweigte die größtenteils stillgelegte Bahnstrecke Jessains–Sorcy ab. Der nächste sich heute noch in Betrieb befindliche Bahnhof befindet sich in der zwölf Kilometer entfernten Stadt Bar-sur-Aube.

## Belege
1. ↑  Ortsname auf cassini.ehess.fr (französisch)
2. ↑  Jessains auf cassini.ehess
3. ↑  Jessains auf INSEE
4. ↑  Landwirtschaftsbetriebe auf annuaire-mairie.fr (französisch)